# Na krzywy ryj
Na krzywy ryj («На кривое рыло») — четвёртый студийный альбом польской рок-группы Elektryczne Gitary, выпущенный 10 февраля 1997 года звукозаписывающей компанией PolyGram Polska. К 10 июня 1997 года диск стал золотым в Польше — было продано более 15 000 копий альбома, к 7 августа 1997 года диск стал платиновым — было продано более 30 000 копий альбома.

## Об альбоме
Альбом Na krzywy ryj записывался с декабря 1996 по февраль 1997 года в студии Izabelin.
Большинство композиций написано вокалистом и гитаристом группы Якубом Сенкевичем, авторами части материала данного альбома также стали саксофонист Александер Корецкий и клавишник Пётр Лоек. Кроме того, в альбом Na krzywy ryj включили инструментальную кавер-версию композиции «Ms. Pinky» с альбома 1976 года Zoot Allures Фрэнка Заппы, кавер-версию на песню «I’m Waiting for the Man» с альбома 1967 года The Velvet Underground and Nico Лу Рида (The Velvet Underground) — песня «Nie wiem co to sen» с текстом на польском, написанном Петром Лоеком, и кавер-версию на песню «Waterloo Sunset» с альбома 1967 года Something Else by The Kinks группы The Kinks — песня «Stacja Wilanowska» с текстом на польском, написанном Якубом Сенкевичем.
В композициях «Jak zwierzęta», «Stacja Wilanowska» и «W porównaniu» звучат партии флейты, исполненные Александером Корецким. В песнях «Zdemolowane sklepy» и «Ona jest pedałem» вместо Якуба Сенкевича гитарные партии исполнил Пётр Лоек, кроме того, Лоек сыграл в композиции «Nie wiem co to sen» партии ритм-гитары и соло-гитары, а в композиции «W pewnym mieście» сыграл на классической гитаре. Для исполнения партий бэк-вокала были приглашены вокалистки Агнешка Бэтлей («Na krzywy ryj», «Ona jest pedałem») и Эва Малер («Co ty tutaj robisz»). В ряде песен вместо Ярослава Копеца на ударных сыграл Томаш Гроховальский.
Титульная песня с альбома «Na krzywy ryj» была выпущена как сингл, также был снят видеоклип на эту песню, тем не менее она не стала таким хитом, как песня «Co ty tutaj robisz» и отчасти песни «Goń swego pawia» и «Ona jest pedałem» с этого же альбома. Композиции «Co ty tutaj robisz», «Jak zwierzęta», «Piosenka dla działacza», «Jesteś słodka», «Złodziej samochodowy», «Ona jest pedałem» и «W porównaniu» с альбома Na krzywy ryj вошли в звуковую дорожку к фильму Юлиуша Махульского Kiler, выпущенную так же, как и альбом, в 1997 году.

## Список композиций
| №   | Название                 | Автор(ы)                                      | Длительность |
| --- | ------------------------ | --------------------------------------------- | ------------ |
| 1.  | «Ja jestem nowy rok»     | Якуб Сенкевич                                 | 2:46         |
| 2.  | «Co ty tutaj robisz»     | Якуб Сенкевич                                 | 3:40         |
| 3.  | «Jak zwierzęta»          | Якуб Сенкевич                                 | 4:51         |
| 4.  | «Zdemolowane sklepy»     | Пётр Лоек                                     | 3:20         |
| 5.  | «Goń swego pawia»        | Якуб Сенкевич                                 | 4:24         |
| 6.  | «Piosenka dla działacza» | Якуб Сенкевич                                 | 2:35         |
| 7.  | «Powiedz skąd»           | Якуб Сенкевич                                 | 3:04         |
| 8.  | «Jesteś słodka»          | народная (музыка) / Якуб Сенкевич (слова)     | 3:19         |
| 9.  | «Pinky»                  | Фрэнк Заппа                                   | 1:38         |
| 10. | «Nie wiem co to sen»     | Лу Рид / Пётр Лоек (слова на польском)        | 3:49         |
| 11. | «W pewnym mieście»       | Пётр Лоек                                     | 4:27         |
| 12. | «Na krzywy ryj»          | Якуб Сенкевич                                 | 3:55         |
| 13. | «Stacja Wilanowska»      | Рэй Дэвис / Якуб Сенкевич (слова на польском) | 4:21         |
| 14. | «Złodziej samochodowy»   | Александер Корецкий                           | 2:42         |
| 15. | «Ona jest pedałem»       | Пётр Лоек                                     | 3:06         |
| 16. | «W porównaniu»           | Якуб Сенкевич                                 | 4:13         |
| 17. | «Żegnaj baj baj»         | Якуб Сенкевич                                 | 3:54         |

## Участники записи
- Якуб Сенкевич — гитара, вокал;
- Томаш Гроховальский — бас-гитара, гитара, ударные, перкуссия, бэк-вокал;
- Александер Корецкий — саксофон, флейта, бэк-вокал;
- Пётр Лоек — клавишные, гитары, бэк-вокал;
- Ярослав Копець (Jarosław Kopeć) — ударные, перкуссия.

а также:
- Агнешка Бэтлей (Agnieszka Betley) — бэк-вокал;
- Эва Малер (Ewa Maler) — бэк-вокал.
- Юлита Эмануилов (Julita Emanuilow) — мастеринг;
- Гжегож Пивковский (Grzegorz Piwkowski) — мастеринг;
- Станислав Боковы (Stanisław Bokowy) — менеджмент, продюсирование записи;
- Elektryczne Gitary — аранжировка записи.